# Seznam křesťanských klášterů v Egyptě
Egypt je kolébkou mnišství a dodnes se v něm zachovaly velmi staré a z kulturního hlediska významné kláštery, z nichž nejznámější jsou:
- Horní Egypt:
  - Klášter sv. Epifania poblíž Théb
  - Klášter sv. Teodora Bojovníka u Medínit Habu
  - Klášter sv. Fany
  - Klášter sv. Ammonia (zv. také Klášter mučedníků) poblíž Esny
  - Klášter sv. Matěje Chudého poblíž Esny
  - Červený klášter u Suhagu
  - Bílý klášter u Suhagu
- Káhira:
  - Klášter Panny Marie (Stará Káhira)
  - Klášter sv. Jiří (Stará Káhira)
  - Klášter sv. Meny (Stará Káhira)
  - Klášter sv. Merkuria (Stará Káhira
- Střední Egypt:
  - Klášter sv. Parsoma
- Dolní Egypt:
  - Abú Mena u Abúsíru
- Východní poušť:
  - Klášter sv. Antonína
  - Klášter sv. Pavla Pustevníka
- Vádí Natrun:
  - Klášter sv. Makaria
  - Klášter sv. Bišoie
  - Klášter Paramos
  - Klášter Syřanů
- Sinaj:
  - Klášter svaté Kateřiny